# Katzdorf (Neunburg vorm Wald)

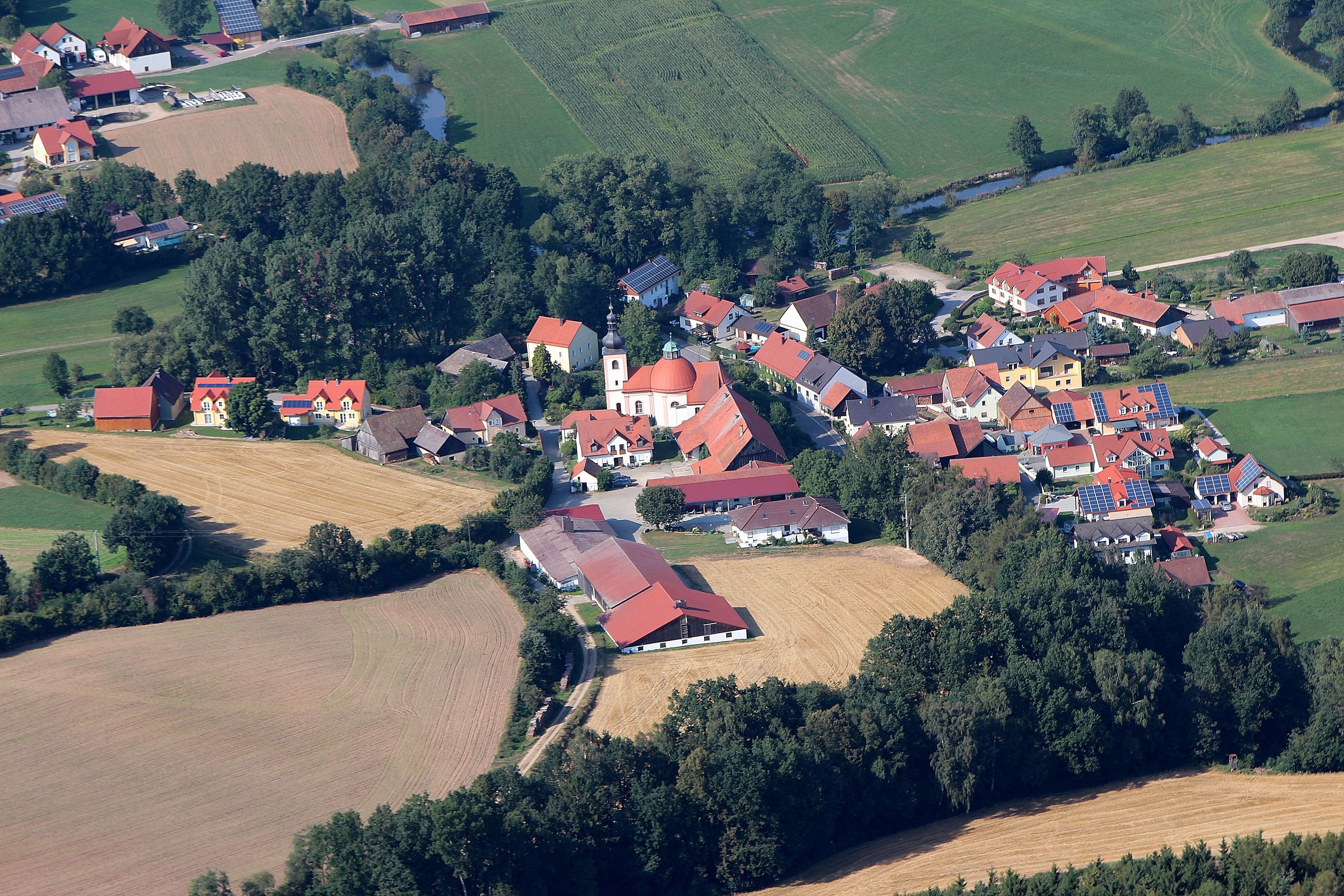
Katzdorf (2013)

Katzdorf ist ein Ortsteil der Stadt  Neunburg vorm Wald im Landkreis Schwandorf in Bayern.

## Geographie
Katzdorf liegt circa zwei Kilometer nordwestlich von Neunburg vorm Wald am Ufer der Schwarzach.

## Geschichte
Katzdorf wurde unter dem Namen Chadoldisdorf 1156 erstmals schriftlich erwähnt.
1308 erschien es mit dem Namen Chaezleindorf.
In der Kirche ist ein Katzenwappen angebracht. Möglicherweise geht der Name Katzdorf auf das Geschlecht der Chadoldisdorfer auch: Kadoltersdorfer bzw. Kadolterstorfer oder auch Chätzelsdorfer bzw. Katzelstorffer zurück.
Eine andere Deutung leitet den Namen Katzdorf von Chodendorf ab und nimmt eine frühe slawische Siedlung an.
Katzdorf war im Besitz verschiedener Eigentümer (siehe dazu Artikel „Schloss Katzdorf - Geschichte“).
1590 wird Andre Oesterreicher als Besitzer von Katzdorf genannt.
In den folgenden Jahrzehnten wechselten die Besitzer von Katzdorf häufig.
Am 23. März 1913 war Katzdorf Filialkirche der Pfarrei Neunburg vorm Wald, bestand aus 18 Häusern und zählte 108 Einwohner.
1946 wurde die frühere Gemeinde Katzdorf nach Mitteraschau eingemeindet. Die Gemeinde Mitteraschau wiederum wurde im Zuge der Gebietsreform in die Stadt Neunburg vorm Wald eingemeindet.
Am 31. Dezember 1990 hatte Katzdorf 80 Einwohner und war Filialkirche der Pfarrei Neunburg vorm Wald.

## Kultur und Sehenswürdigkeiten

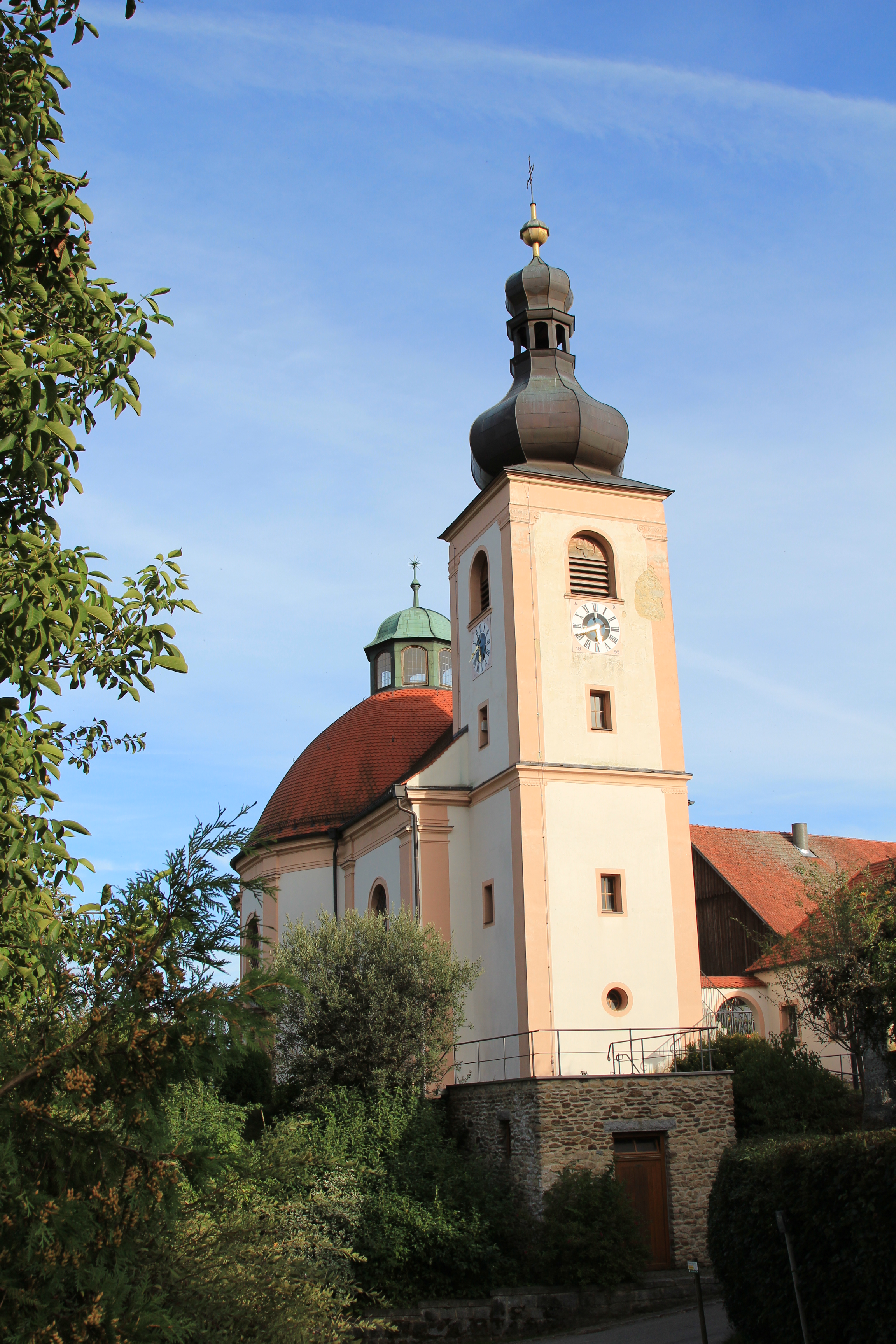
Mater Dolorosa (2013)

### Wallfahrtskirche Mater Dolorosa
Die barocke Wallfahrtskirche Mater Dolorosa in Katzdorf gehört zu den ältesten Marienwallfahrten des Bistums Regensburg.
Das Gnadenbild, eine bemalte Pietà aus Lindenholz, entstand Ende des 15. Jahrhunderts.

### Ehemaliges Schloss Katzdorf
Das Schloss Katzdorf brannte 1908 ab
und wurde zu einem Wohnhaus umgebaut.
Siehe auch: Liste der Baudenkmäler in Neunburg vorm Wald, Abschnitt Katzdorf